# Венгеров, Марк Моисеевич
Марк Моисе́евич Венге́ров (пс. Леонид Александрович Венгеров, Марков, 14 мая 1883 года, Ростов-на-Дону — 30 августа 1940 года) — российский журналист, социал-демократ, революционер.
Окончил хедер и 5-классное училище в Ростове-на-Дону. Учился в Бернском университете (Швейцария). Неоднократно арестовывался по обвинению в революционной деятельности. В частности, арестован в апреле 1901 года по делу Донского комитета РСДРП. В ссылке с 1902 года. 11 октября 1902 года бежал.
С 1906 года — активная репортёрская работа. Печатался в «Русском слове», «Утре России», «Раннем утре», «Газете-копейке», «Донской речи» и других изданиях.
В 1908 году за напечатанную в 1906-м в газете «Южная Речь» передовую о роспуске Первой Государственной думы приговорён Новочеркасской судебной палатой по ст. 128 уголовного уложения к 1 году крепости. Сидел в Бутырской тюрьме.